# Hospicjum im. Jana Pawła II w Toruniu
Hospicjum im. Jana Pawła II w Toruniu (dawniej Hospicjum „Światło”, Zespół Opieki Paliatywnej im. Jana Pawła II Hospicjum „Światło” w Toruniu) – zespół opieki paliatywnej z siedzibą przy ul. Grunwaldzkiej 64 w Toruniu. Zostało założone we wrześniu 1993 roku przez toruński oddział Okręgowej Izby Pielęgniarek i Położnych. Pomysłodawcą utworzenia hospicjum była Janina Mirończuk. Pierwszą siedzibą tego hospicjum był budynek przy ulicy Rejtana 6, w którym zorganizowano oddział składający się z siedmiu łóżek. W 1996 roku uruchomiono filię w Golubiu-Dobrzyniu i Wąbrzeźnie. W 1997 roku uruchomiono filię w Chełmnie. W 1998 roku hospicjum przeniosło się do Białego Dworu. W 2001 roku powstała filia hospicjum w Kowalewie Pomorskim. W 2011 roku utworzono nowy oddział stacjonarny. W czerwcu 2021 roku hospicjum przeniosło się do nowo wybudowanego pawilonu i przyjęło imię Jana Pawła II.